# Nyílgyökér

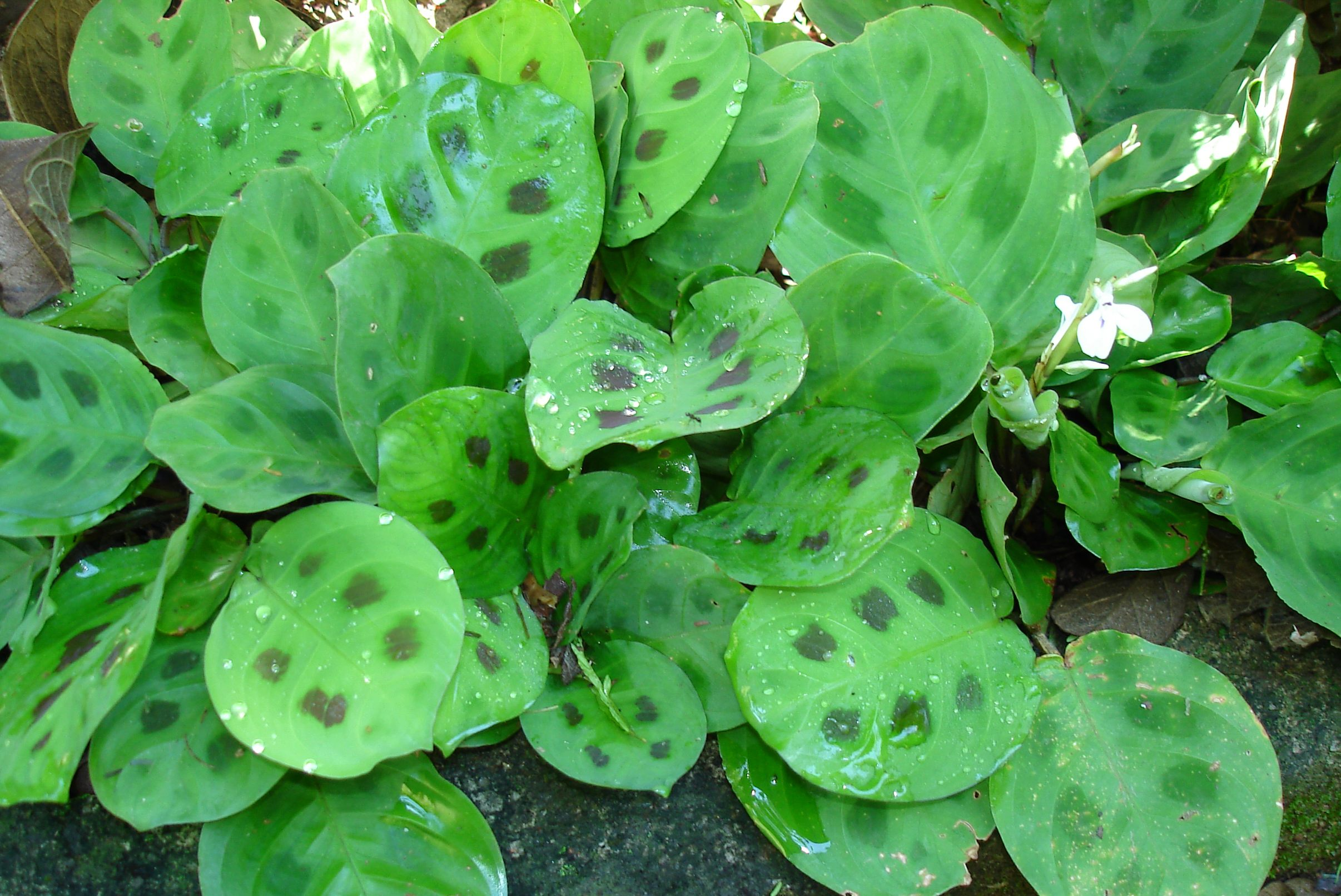
Fehérerű nyílgyökér (Maranta leuconeura)

A nyílgyökér vagy maranta (Maranta) a nyílgyökérfélék családjába tartozó növénynemzetség. A trópusi Közép- és Dél-Amerikában, valamint Nyugat-India térségében őshonos. A Maranta génusz elnevezését Bartolomeo Maranta 16. századi olasz botanikus-fizikusról kapta.
A nemzetség mintegy 40-50 faja ismert. Valamennyien évelő növények, rizómásak. Sűrű, örökzöld leveleik osztatlanok, burkolt szárral. A levelek napközben vízszintesek, este fölegyenesednek és függőlegesen állnak, ezért „imádkozó növény”-nek is nevezik a nemzetséget és egyes fajait, különösen az M. leuconeura-t. Virágai aprók, három sziromlevéllel és két nagyobb, sziromszerű, meddő porzóval (staminodium).

## Szobanövényként
Egyes nyílgyökereket különleges levélmintázatuk és szép, kicsi virágaik miatt tartanak szobanövényként.Párás levegőt igényelnek. Szeretik a fényt, de elélnek félárnyékos helyen is. Rendszeresen kell locsolni őket.[forrás?]

## Fordítás
Ez a szócikk részben vagy egészben  a   Maranta című angol Wikipédia-szócikk ezen változatának fordításán alapul.  Az eredeti cikk szerkesztőit annak laptörténete sorolja fel. Ez a jelzés csupán a megfogalmazás eredetét és a szerzői jogokat jelzi, nem szolgál a cikkben szereplő információk forrásmegjelöléseként.